# Европско првенство у атлетици у дворани 1974 — скок удаљ за жене
Такмичење у скоку удаљ у женској конкуренцији на 5. Европском првенству у атлетици у дворани 1974. одржано је 10. марта 1974. године у дворани Скандинавијум у Гетеборгу, Шведска.
Титулу европске првакиње освојену на Европском првенству у дворани 1973. у Ротердаму није бранила Дијана Јоргова из Бугарске.

## Земље учеснице
Учествовало је 10 атлетичарки из 7 земаља.
1. Источна Немачка (1)
2. Румунија (2)
3. Совјетски Савез (3)
4. Уједињено Краљевство (1)
5. Финска (1)
6. Чехословачка (1)
7. Швајцарска (1)

## Рекорди
| Рекорди пре почетка Европског првенства у дворани 1974.     | Рекорди пре почетка Европског првенства у дворани 1974. | Рекорди пре почетка Европског првенства у дворани 1974. | Рекорди пре почетка Европског првенства у дворани 1974. | Рекорди пре почетка Европског првенства у дворани 1974. | Рекорди пре почетка Европског првенства у дворани 1974. |
| ----------------------------------------------------------- | ------------------------------------------------------- | ------------------------------------------------------- | ------------------------------------------------------- | ------------------------------------------------------- | ------------------------------------------------------- |
| Светски рекорд                                              | Татјана Шчелканова                                      | СССР                                                    | 6,73                                                    | Дортмунд, Западна Немачка                               | 27. март 1966.                                          |
| Европски рекорд у дворани                                   | Татјана Шчелканова                                      | СССР                                                    | 6,73                                                    | Дортмунд, Западна Немачка                               | 27. март 1966.                                          |
| Рекорди европских првенстава у дворани                      | Хајде Розендал                                          | Западна Немачка                                         | 6,64                                                    | Софија, Бугарска                                        | 10. март 1974.                                          |
| Рекорди после завршеног Европског првенства у дворани 1974. |                                                         |                                                         |                                                         |                                                         |                                                         |
| Рекорди европских првенстава у дворани                      | Мета Антенен                                            | Швајцарска                                              | 6,69                                                    | Гетеборг, Шведска                                       | 10. март 1974.                                          |

## Освајачи медаља
|                         |                                |                          |
| Мета Антенен Швајцарска | Ангела Шмафелд Источна Немачка | Валерија Буфану Румунија |

## Резултати

### Финале
Због малог броја такмичарки није било квалификација, па су све учествовале у финалу.
| Пласман | Атлетичарка         | Земља                | #1   | #2   | #3   | #4   | #5   | #6   | Резултат | Белешка   |
| ------- | ------------------- | -------------------- | ---- | ---- | ---- | ---- | ---- | ---- | -------- | --------- |
|         | Мета Антенен        | Швајцарска           | 6,40 | 6,28 | 6,32 | 6,41 | 6,59 | 6,69 | 6,69     | РЕПд, НРд |
|         | Ангела Шмафелд      | Источна Немачка      | x    | 6,50 | 6,40 | 6,56 | x    | x    | 6,56     | ЛРСд      |
|         | Валерија Буфану     | Румунија             | 6,12 | 6,19 | x    | 6,39 | 6,24 | 6,31 | 6,39     | ЛРд       |
| 4.      | Јармила Нигринова   | Чехословачка         | 6,24 | 6,35 | 6,38 | 6,32 | 6,22 | 6,05 | 6,38     | ЛРСд      |
| 5.      | Виорика Вископољану | Румунија             | 5,87 | 6,11 | 6,15 | x    | 6,31 | 6,32 | 6,32     | ЛРСд      |
| 6.      | Рут Мартин Џонс     | Уједињено Краљевство | 6,11 | 6,22 | 6,15 | 6,08 | 6,30 | x    | 6,30     | -ЛРд      |
| 7.      | Нина Гаврилова      | Совјетски Савез      | 6,22 | x    | 6,26 | x    | 6,28 | 6,08 | 6,28     | ЛРСд      |
| 8.      | Маргарита Треините  | Совјетски Савез\|    | 6,18 | 5,76 | 5,98 | x    | 6,21 | 6,28 | 6,28     | ЛРСд      |
| 9.      | Капиталина Лотова   | Совјетски Савез      |      |      |      |      |      |      | 6,11     | ЛРд       |
| 10.     | Тула Раутанен       | Финска               |      |      |      |      |      |      | 6,10     | ЛРд       |

## Укупни биланс медаља у скоку удаљ за жене после 5. Европског првенства у дворани 1970—1974.
|    | Земља           | Злато | Сребро | Бронза | Укупно |
| -- | --------------- | ----- | ------ | ------ | ------ |
| 1. | Западна Немачка | 2     | 2      | 0      | 4      |
| 2, | Швајцарска      | 1     | 1      | 0      | 2      |
| 3. | Румунија        | 1     | 0      | 2      | 3      |
| 4. | Бугарска        | 1     | 0      | 0      | 1      |
| 5. | Пољска          | 0     | 1      | 2      | 3      |
| 6. | Чехословачка    | 0     | 1      | 1      | 2      |
|    | Укупно {6}      | 5     | 5      | 5      | 15     |

|    | Атлетичарка         | Земља           |   |   |   |   |
| -- | ------------------- | --------------- | - | - | - | - |
| 1, | Хајде Розендал      | Западна Немачка | 1 | 1 | 0 | 2 |
| 1, | Мета Антенен        | Швајцарска      | 1 | 1 | 0 | 2 |
| 2, | Виорика Вископољану | Румунија        | 1 | 0 | 1 | 2 |
| 4. | Јармила Нигринова   | Чехословачка    | 0 | 1 | 1 | 2 |
| 4. | Мирослава Сарна     | Пољска          | 0 | 0 | 2 | 2 |